# Gocza Gogricziani
Gocza Łasikowicz Gogricziani, ros. Гоча Ласикович Гогричиани (ur. 12 sierpnia 1964 w Suchumi, Abchazja) – gruziński piłkarz, grający na pozycji napastnika, reprezentant Gruzji. Posiada obywatelstwo rosyjskie.

## Kariera piłkarska

### Kariera klubowa
Wychowanek klubu Dinamo Tbilisi, w barwach którego w 1980 rozpoczął karierę piłkarską. Od 1987 występował w gruzińskich klubach Torpedo Kutaisi, Guria Lanczchuti, Dinamo Suchumi i Cchumi Suchumi. W 1992 przeszedł do rosyjskiej Żemczużyny Soczi. Latem 1993 wyjechał do Cypru, gdzie bronił barw klubów Omonia Nikozja, Nea Salamina i Evagoras Pafos. Po trzech sezonach powrócił do Żemczużyny Soczi, w której występował do zakończenia swojej kariery piłkarskiej w 2003 roku. Dwa razy odchodził z klubu - w 1999 do Lokomotiwu Niżny Nowogród, a w 2001-2002 grał w FK Orzeł i SKA Rostów nad Donem.

### Kariera reprezentacyjna
Występował w juniorskiej reprezentacji Związku Radzieckiego. W latach 1994–1997 wystąpił w 8 meczach reprezentacji Gruzji i strzelił 2 gola.

## Kariera trenerska
W 2007 objął stanowisko dyrektora technicznego odrodzonego klubu Żemczużyna Soczi, w którym pracował do 2009. Mieszka na stałe w Soczi.

## Sukcesy i odznaczenia

### Sukcesy klubowe
- mistrz Rosyjskiej Pierwszej Ligi: 1992
- zdobywca Pucharu Cypru: 1994

### Sukcesy indywidualne
- król strzelców Rosyjskiej Pierwszej Ligi: 26 goli (1992)
- rekordzista w ilości strzelonych goli w historii Żemczużyny Soczi: 72 goli (31 w Wyższej lidze).

### Odznaczenia
- tytuł Mistrza Sportu ZSRR